# Esos que dicen amarse
Esos que dicen amarse fue una telenovela argentina de 1993 emitida por Canal 9 Libertad. Escrita por Alberto Migré. Protagonizada por Raúl Taibo y Carolina Papaleo. Coprotagonizada por Claudia Cárpena, Inés Estévez, Gustavo Ferrari, Guido Gorgatti, Esther Goris, Rubén Green, Susana Ortiz, Horacio Peña y Mabel Pessen. También, contó con la actuación especial de Daniel Lemes y los primeros actores Cristina Alberó, Jorge Barreiro y Amelia Bence.

## Dato curioso
En 1993 Televisa arriba a la Argentina dispuesta a producir novelas desde Buenos Aires, encaran una versión de El amor tiene cara de mujer clásico de Nené Cascallar, remozado y con las actuaciones de Thelma Biral, Laura Novoa, Marita Ballesteros y Laura Flores. también realizan Apasionada con Susú Pecoraro y Darío Grandinetti.
Televisa contrata a Migré para que les escriba una historia para una pareja de probado éxito.
Carolina Papaleo y Raúl Taibo, que algunos años atrás habían tenido un rotundo éxito con Una voz en el teléfono, son convocados para el proyecto, pero la historia no pega en el público, a pesar del sólido elenco.
En esta novela Migré se atreve a tocar el tema del lesbianismo a través del personaje de Cristina Alberó.

## Cortina musical
El tema de apertura es Esos que dicen amarse interpretado por Marilina Ross.
- Apertura de "Esos que dicen amarse" en Youtube

## Elenco

### Protagonistas
- Raúl Taibo como Andrés.
- Carolina Papaleo como Fe.

### Elenco Protagónico
- Cristina Alberó como Mariné.
- Daniel Lemes como Bruno.
- Jorge Barreiro como Yrurtia.
- Amelia Bence como Milena.

### Elenco Principal
- Elizabeth Aidil como Chela.
- María Bosch como Delia.
- Claudia Cárpena como Lola.
- Inés Estévez como Nelia.
- Gustavo Ferrari como Álex.
- Guido Gorgatti como Aroldi.
- Esther Goris como Caty.
- Rubén Green como Jaime.
- Susana Ortiz como Julia.
- Horacio Peña como Roca.
- Mabel Pessen como Lina.
- Ana Rossi como Rina.
- Darwin Sánchez como Sergio.
- Marcelo Taibo como Jorge.

### Participaciones
- Adriana Gardiazábal.
- Tincho Zabala.